# Abu Hreik
Abu Hreik (tiếng Ả Rập: أبو حريق) là một ngôi làng Syria nằm ở phó huyện Al-Saan ở huyện Salamiyah, Hama. Theo Cục Thống kê Trung ương Syria (CBS), Abu Hreik có dân số 533 trong cuộc điều tra dân số năm 2004.. Abu Hreik đã bị SAA bắt giữ vào ngày 22 tháng 1 năm 2018 từ ISIS trong cuộc tấn công Tây Bắc Syria.